# I gioielli di madame de...
I gioielli di Madame de... (Madame de...) è un film del 1953, diretto da Max Ophüls.

## Trama
"Due orecchini di diamante a forma di cuore ritornano continuamente nelle mani della protagonista e sembra vogliano ricordarle che non è possibile disfarsi del proprio cuore."
Avendo bisogno di denaro, Louise vende due orecchini a forma di cuore, dono nuziale del marito, al gioielliere M.Rémy, da cui erano stati acquistati. Giacché, per riuscire nel suo intento, la donna ha dovuto simulare lo smarrimento dei preziosi, l'alta società parigina è messa a scompiglio dalla notizia di un probabile furto. Spaventato dalle dimensioni assunte dall'evento, il gioielliere mette al corrente della verità il generale André de..., il marito, che, per amor di discrezione, gli ricompra i gioielli, facendone dono, subito dopo, ad una sua protégée in partenza per Costantinopoli.
Ed è in una bottega di questa città che divengono proprietà del diplomatico italiano, barone Fabrizio Donati, dopo che la dama, complice la sua passione per la roulette, se ne è dovuta liberare ben presto. Di ritorno a Parigi, sede della sua missione, il barone conosce Louise e la simpatia tra i due è immediata. E, di ballo in ballo, l'amicizia tra i due diviene un fatto di pubblico dominio, alla cui evidenza neppure il generale, per quanto distratto dalle sue occupazioni militari, può sottrarsi. Per sfuggire all'umiliazione, Louise parte per un lungo soggiorno in Italia. Porta con sé due orecchini a forma di cuore, che il diplomatico le ha donato in uno dei pochi momenti di intimità concessi loro. Il distacco produce il solo effetto di rafforzare la passione e al ritorno in Francia la situazione precipita.
All'ennesimo ricevimento, spinta dal desiderio di esibire i gioielli, pegno del loro amore, Madame de...mette in scena un loro improvviso ritrovamento all'interno di un guanto. Ma il marito sa che così non può essere ed è certo di conoscere la loro provenienza, una certezza che, messo alle strette, il barone Donati conferma, accettando anche di rivendere gli orecchini al gioielliere, da cui André li comprerà per la terza volta, per regalarli ad una cugina in difficoltà.
L'ormai anziano diplomatico, forse alla sua ultima avventura, desideroso di pace e anche irritato dalla leggerezza e dalle bugie di Louise, ha deciso di porre fine alla loro relazione. Non è questa, tuttavia, la convinzione del generale, soprattutto allorché Démy gli riferisce che la moglie ha ricomprato i due diamanti, impegnando gran parte dei propri averi. Minacciato nella sua immagine di rispettabilità borghese, sfida allora a duello, con futili pretesti di onor militare, il barone Donati.
La disperata corsa di Louise, prima all'altare della Madonna per implorare, con l'offerta dei due orecchini, il suo aiuto, poi sul luogo dello scontro, non varrà a salvare la vita dell'amato e farà scoppiare il suo cuore malato.

## Analisi del film

### L'approccio di Max Ophuls
"La nostra felicità coniugale sta nella nostra immagine. Solo superficialmente è superficiale."
"L'infelicità ce la inventiamo noi." Nel cinismo di queste due affermazioni del generale Andrè de..., interpretato magistralmente da un Charles Boyer, sempre più cupo e torvo, mentre assiste all'attacco portato dalla moglie al suo mondo di rigide norme e convenzioni sociali, può essere colto lo scetticismo di fondo che caratterizza la produzione artistica di Max Ophüls. La disillusa consapevolezza di un mondo in cui "...l'apparire si impone come realtà necessaria", della vanità dei sogni di poterla trasgredire, trovano efficace illustrazione nelle istruzioni del regista a Danielle Darrieux (contenute nella biografia del suo fedele costumista Georges Annenkov): "Il vostro compito, cara Danielle, sarà duro...; voi dovrete incarnare il vuoto, l'inesistenza. Non riempire il vuoto, ma incarnarlo. Diverrete il simbolo stesso della futilità passeggera, spogliata di interesse e dovrete farlo in modo che lo spettatore sia sedotto e profondamente turbato dall'immagine che rappresentate. Senza questo paradosso avremo un filmetto da boulevard, cosa che non è nelle nostre abitudini."
In questo, come in molti altri film di Ophuls (Lettera da una sconosciuta, Il piacere, Sgomento, Lola Montès), la testimonianza della crudeltà dell'ordinamento sociale è affidata alle donne, le vere vittime dell'illusione amorosa.

### La messa in scena
L'affermazione "...Solo superficialmente è superficiale" si può leggere anche come manifesto stilistico del cinema di Ophuls. Sceneggiatura, regia, ambientazione di questo film, ispirato a un racconto lungo di Louise de Vilmorin, pubblicato nel 1951, nella loro apparente levità di influenza mitteleuropea, concorrono a descrivere con efficacia la gabbia in cui vanamente si agitano i protagonisti. È così per la struttura circolare del racconto - i gioielli che ritornano al punto di partenza - analoga a quella del precedente Il piacere e l'amore (La ronde), che si presterebbe più ad una commedia di Ernst Lubitsch, e che invece sottolinea l'impossibilità dei personaggi di sottrarsi al loro destino sociale.
Lo stesso si può dire della messa in scena, caratterizzata da una macchina da presa in perenne movimento, da quei lunghi, danzanti piani-sequenza così tipici dello stile ophulsiano, in cui raramente è dato trovare quadri fissi. Sin dall'inizio, siamo introdotti al volto della protagonista, proiettato in uno specchio circolare da tavolo, da un lungo carrello che segue il passare delle sue mani attraverso diversi armadi colmi di abiti, pellicce, gioie. All'inizio del film (allorché si accinge a vendere i gioielli) e alla fine, poco prima della sua morte, due carrelli simmetrici che accompagnano Louise in chiesa, sino all'altare della Madonna, e poi all'uscita, danno evidenza alla tragicità, in agguato dietro la superficialità dei riti e delle occupazioni mondane.
Un ruolo importante viene ad essere assunto anche dalle atmosfere di una Parigi fine Ottocento, così simile a quella Vienna tanto congeniale allo spirito di Ophuls, nel suo porsi come una "realtà che cede alla propria rappresentazione e all'apparenza". Qui in un rapido succedersi di dissolvenze incrociate, di palazzo in palazzo, di valzer in valzer, nel ripetersi dei collaudati rituali mondani, prende forma, col suo presagio di fatalità, l'infelice amore di Louise.